# 포브겐 막 센간
포브겐(고대 아일랜드어: Fodbgen, 아일랜드어: Foidhbhgen→찬탈자)은 아일랜드 신화에서 피르 볼그의 아르드리이다. 센간 막 델라의 아들로, 자기 사촌인 게난의 아들 린날을 몰아내고 왕위에 올랐다. 포브겐의 치세 때부터 에린 땅의 나무들에 옹이가 생겼다고 한다. 고대 아일랜드어로 옹이는 오브(odb)라 하는데 포브겐은 달리 오브겐(고대 아일랜드어: Odbgen)이라 부르기도 한다.
포브겐은 4년 동안 에린을 다스리다가 린날의 손자 오하드 막 에르크에게 왕위를 빼앗겼다.
| 전임 린날 | 에린의 지고왕 AFM 기원전 1911년 ~ 기원전 1907년 FFE 기원전 1491년 ~ 기원전 1487년 | 후임 오하드 막 에르크 |